# المعهد الأعلى للرياضة والتربية البدنية بالكاف
المعهد الأعلى للرياضة والتربية البدنية بالكاف هو مؤسّسة تعليم عالي تونسي ، تحت إشراف مزدوج بين وزارتيْ وزارة التعليم العالي (تونس) و وزارة الشباب والرياضة (تونس) ، يقع بولاية الكاف و تابع ل جامعة جندوبة .

## الاجازات
- الإجازة الأساسية في التربية البدنية
- الإجازة التطبيقية في التسيير الرياضي